# Santa María de Jesús
Santa María De Jesús (en honor a su santa patrona, santa, la Virgen María) es un municipio del departamento de Sacatepéquez en la República de Guatemala. Está localizado a solamente 10 kilómetros de la ciudad de Antigua Guatemala, en las faldas del Volcán de Agua, y a una elevación de 2,070 metros sobre el nivel del mar.   Su plaza central posee un templo católico con un arco tallado de entrada que fue construido en el siglo xvii por los colonizadores españoles.
Durante la época colonial sus habitantes se dedicaban a recolectar hielo en las laderas del Volcán de Agua para la vecina ciudad de Santiago de los Caballeros de Guatemala.
Después de la Independencia de Centroamérica en 1821, cuando el Estado de Guatemala estableció circuitos y distritos para la impartición de justicia por medio de juicios de jurados en 1825, el poblado de Santa María fue incluido en el circuito de la Antigua en el Distrito N.º8 (Sacatepéquez).
Cuando los exploradores británicos Anne y Alfred Maudslay visitaron el poblado en 1895, reportaron en su libro A glimpse of Guatemala que la principal actividad económica de los pobladores todavía era la recolección de hielo en el Volcán de Agua para surtir a los poblados vecinos.
Además del español -idioma oficial de Guatemala- en este municipio se habla Kaqchikel.

## Geografía física

### Clima
La cabecera municipal de Santa María de Jesús tiene clima templado (Clasificación de Köppen: Csb).
| Parámetros climáticos promedio de Santa María de Jesús | Parámetros climáticos promedio de Santa María de Jesús | Parámetros climáticos promedio de Santa María de Jesús | Parámetros climáticos promedio de Santa María de Jesús | Parámetros climáticos promedio de Santa María de Jesús | Parámetros climáticos promedio de Santa María de Jesús | Parámetros climáticos promedio de Santa María de Jesús | Parámetros climáticos promedio de Santa María de Jesús | Parámetros climáticos promedio de Santa María de Jesús | Parámetros climáticos promedio de Santa María de Jesús | Parámetros climáticos promedio de Santa María de Jesús | Parámetros climáticos promedio de Santa María de Jesús | Parámetros climáticos promedio de Santa María de Jesús | Parámetros climáticos promedio de Santa María de Jesús |
| Mes                                                    | Ene.                                                   | Feb.                                                   | Mar.                                                   | Abr.                                                   | May.                                                   | Jun.                                                   | Jul.                                                   | Ago.                                                   | Sep.                                                   | Oct.                                                   | Nov.                                                   | Dic.                                                   | Anual                                                  |
| ------------------------------------------------------ | ------------------------------------------------------ | ------------------------------------------------------ | ------------------------------------------------------ | ------------------------------------------------------ | ------------------------------------------------------ | ------------------------------------------------------ | ------------------------------------------------------ | ------------------------------------------------------ | ------------------------------------------------------ | ------------------------------------------------------ | ------------------------------------------------------ | ------------------------------------------------------ | ------------------------------------------------------ |
| Temp. máx. media (°C)                                  | 20.1                                                   | 21.1                                                   | 22.5                                                   | 23.3                                                   | 22.3                                                   | 20.7                                                   | 20.9                                                   | 21.4                                                   | 20.6                                                   | 20.2                                                   | 20.1                                                   | 20.0                                                   | 21.1                                                   |
| Temp. media (°C)                                       | 14.5                                                   | 15.2                                                   | 16.4                                                   | 17.5                                                   | 17.5                                                   | 16.8                                                   | 16.7                                                   | 16.8                                                   | 16.4                                                   | 16.0                                                   | 15.3                                                   | 14.7                                                   | 16.2                                                   |
| Temp. mín. media (°C)                                  | 8.9                                                    | 9.3                                                    | 10.3                                                   | 11.8                                                   | 12.7                                                   | 12.9                                                   | 12.5                                                   | 12.2                                                   | 12.3                                                   | 11.9                                                   | 10.5                                                   | 9.5                                                    | 11.2                                                   |
| Precipitación total (mm)                               | 5                                                      | 6                                                      | 7                                                      | 39                                                     | 141                                                    | 302                                                    | 231                                                    | 201                                                    | 287                                                    | 163                                                    | 34                                                     | 11                                                     | 1427                                                   |
| Fuente: Climate-Data.org                               |                                                        |                                                        |                                                        |                                                        |                                                        |                                                        |                                                        |                                                        |                                                        |                                                        |                                                        |                                                        |                                                        |

### Ubicación geográfica
Santa María de Jesús está localizada en el departamento de Sacatepéquez y sus colindancias son las siguientes:
- Norte: Magdalena Milpas Altas, municipio del departamento de Sacatepéquez
- Noroeste: Antigua Guatemala, municipio del departamento de Sacatepéquez
- Sur: Escuintla, municipio del departamento de Escuintla
- Sureste: Palín, municipio del departamento de Escuintla
- Este: Amatitlán, municipio del departamento de Guatemala[5]

| Noroeste: Antigua Guatemala | Norte: Magdalena Milpas Altas |                 |
|                             |                               | Este: Amatitlán |
|                             | Sur: Escuintla                | Sureste: Palín  |

## Gobierno municipal
Los municipios se encuentran regulados en diversas leyes de la República, que establecen su forma de organización, lo relativo a la conformación de sus órganos administrativos y los tributos destinados para los mismos.  Aunque se trata de entidades autónomas, se encuentran sujetas a la legislación nacional. Las principales leyes que rigen a los municipios en Guatemala desde 1985 son:
| N.º | Ley                                                | Descripción |
| --- | -------------------------------------------------- | --- |
| 1   | Constitución Política de la República de Guatemala | Tiene una regulación legal específica para los municipios en los artículos 253 al 262. |
| 2   | Ley Electoral y de Partidos Políticos              | Ley de carácter constitucional aplicable a los municipios en el tema de la conformación de sus autoridades electas. |
| 3   | Código Municipal                                   | Decreto 12-2002 del Congreso de la República de Guatemala. Tiene la categoría de ley ordinaria y contiene preceptos generales aplicables a todos los municipios, e inclusive contiene legislación referente a la creación de los municipios.             |
| 4   | Ley de Servicio Municipal                          | Decreto 1-87 del Congreso de la República de Guatemala. Regula las relaciones entra la municipalidad y los servidores públicos en materia laboral. Tiene su base constitucional en el artículo 262 de la constitución que ordena la emisión de la misma. |
| 5   | Ley General de Descentralización                   | Decreto 14-2002 del Congreso de la República de Guatemala. Regula el deber constitucional del Estado, y por ende del municipio, de promover y aplicar la descentralización y desconcentración económica y administrativa.                                |

El gobierno de los municipios de Guatemala está a cargo de un Concejo Municipal mientras que el código municipal —que tiene carácter de ley ordinaria y contiene disposiciones que se aplican a todos los municipios de Guatemala— establece que «el concejo municipal es el órgano colegiado superior de deliberación y de decisión de los asuntos municipales […] y tiene su sede en la circunscripción de la cabecera municipal». Por último, el artículo 33 del mencionado código establece que «[le] corresponde con exclusividad al concejo municipal el ejercicio del gobierno del municipio».
El concejo municipal se integra con el alcalde, los síndicos y concejales, electos directamente por sufragio universal y secreto para un período de cuatro años, pudiendo ser reelectos.
| Alcalde de Santa María de Jesús | Período                                   | Partido                                                    | Observaciones                                           |
| ------------------------------- | ----------------------------------------- | ---------------------------------------------------------- | ------------------------------------------------------- |
| Julian Patán Piche              | 15 de enero de 1986 - 14 de enero de 1991 | Unión del Centro Nacional                                  | Primer alcalde electo en la era democrática.            |
| Felix Mixtún Coroy              | 15 de enero de 1991- 14 de enero de 1993  | Frente Republicano Guatemalteco                            |                                                         |
| Toribio Tepaz Rancho            | 15 de julio de 1993 - 14 de enero de 1996 | Comité Cívico de Santa Maria de Jesús el Nuevo Día -SMJND- | Primer alcalde electo por un comité cívico.             |
| Santiago Coroy Vicente          | 15 de enero de 1996 - 14 de enero de 2000 | Frente Republicano Guatemalteco                            |                                                         |
| Nicolas Cuma Vicente            | 15 de enero de 2000 - 14 de enero de 2004 | DIA                                                        | Electo por el Nuevo Partido DIA.                        |
| Sotero Chunuj Reyes             | 15 de enero de 2004 - 14 de enero de 2008 | Frente Republicano Guatemalteco                            | Alcalde electo por el mismo partido 2 veces             |
| Sotero Chunuj Reyes             | 15 de enero de 2008 - 14 de enero de 2012 | Frente Republicano Guatemalteco                            | Alcalde electo por el mismo partido 2 veces             |
| Mario Jeronimo Perez Pío        | 15 de enero de 2012 - 14 de enero de 2016 | Partido Patriota                                           |                                                         |
| Nicolas Cuma Vicente            | 15 de enero de 2016 - 14 de enero de 2020 | Libertad Democrática Renovada                              | Reelecto después de su participación con el Partido DIA |
| Daniel Sunún Sicá               | 15 de enero de 2020 - 14 de julio de 2020 | Unidad Nacional de la Esperanza                            | Daniel Sunun falleció por COVID-19                      |
| Celestina Tepaz Acalón          | 15 de julio de 2020 - 14 de enero de 2024 | Unidad Nacional de la Esperanza                            | Primera alcaldesa del municipio                         |
| Mario Jeronimo Perez Pío        | 15 de enero de 2024 - 14 de enero 2028    | Pendiente de nombamiento TSE                               | El Gallo                                                |

Existen también las Alcaldías Auxiliares, los Comités Comunitarios de Desarrollo (COCODE), el Comité Municipal del Desarrollo (COMUDE), las asociaciones culturales y las comisiones de trabajo. Los alcaldes auxiliares son elegidos por las comunidades de acuerdo a sus principios, valores, procedimientos y tradiciones, estos se reúnen con el alcalde municipal el primer domingo de cada mes. Los Comités Comunitarios de Desarrollo y el Consejo Municipal de Desarrollo tiene como función organizar y facilitar la participación de las comunidades priorizando necesidades y problemas.

## Organización territorial y urbanismo
Santa María de Jesús está dividida en con cuatro zonas llamadas cantones que constituyen el casco urbano, que a su vez están divididas en dos colonias y 22 sectores.

## Historia

### Época colonial
En el siglo xvi ya se hace referencia a esta región, ya que una de las actividades más importantes que se desempeñaban durante el período de la colonia española en este lugar consistía en llevar hielo a la ciudad de Santiago de los Caballeros de Guatemala —capital de la Capitanía General—, el cual extraían de la cumbre del volcán de Agua.

### Tras la Independencia de Centroamérica
Luego de la Independencia de Centroamérica en 1821, el Estado de Guatemala estableció circuitos y distritos para la impartición de justicia por medio de juicios de jurados en 1825.  Santa María fue adjudicado al circuito de la Antigua en el Distrito N.º8 (Sacatepéquez), el cual también incluía a la Antigua Guatemala, San Cristóbal Alto, San Miguel Milpas Altas, Santa Ana, Magdalena, San Juan Cascón, Santa Lucía, Santo Tomás, Embaulada, Santiago, San Mateo, San Lucas, Pastores, Cauque, San Bartolomé, San Felipe, Ciudad Vieja, San Pedro Las Huertas, Alotenango, San Lorenzo, Jocotenango, Dueñas, Zamora, Urías, Santa Catalina, San Andrés y San Bartolomé Aguas Calientes, San Antonio y San Juan del Obispo.

### Visita de los exploradores Alfred y Anne Maudslay

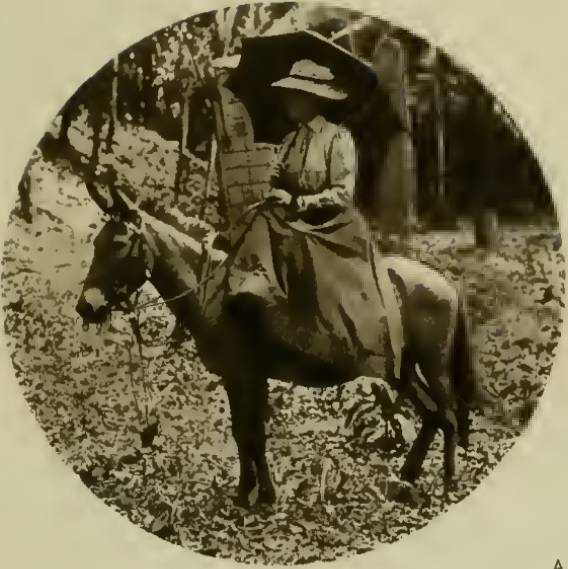
Exploradora británica Anne Maudslay, quien visitó el municipio a finales del siglo xix. Fotografía de Alfred Percival Maudslay.

En enero de 1881 el arqueólogo Alfred Percival Maudslay llegó a Santa María de Jesús para escalar el volcán de Agua, cosa que hizo a pie desde el poblado, pero desafortunadamente, al llegar a la cima el área estaba nublada y no pudo tomar fotografía de los paisajes; solamente los conos de los volcanes eran visibles.  Regresó el día de Año Nuevo de 1892 y esta vez logró tomar fotos desde varios puntos de las faldas del volcán.  Finalmente, en 1895, Maudslay regresó por última vez, acompañado de su esposa, Anne Cary Maudslay, quien relató su aventura en el libro A glimpse at Guatemala, desde una perspectiva Victoriana. El ascenso fue de aproximadamente mil seiscientos metros a partir de Santa María de Jesús, en donde pasaron la noche; el viaje desde Antigua Guatemala hasta Santa María de Jesús lo hicieron lentamente a lomo de mula mientras escuchaban en la lejanía las campanas de las iglesias de las aldeas cercanas. Anne Maudslay describió así su llegada al poblado: «Pasamos por una miserable callejuela de la aldea, y entramos por un pretencioso marco de puerta a la gran plaza vacía.  Una gran iglesia [sin la belleza de las encontradas en Antigua] estaba frente a nosotros, y a su izquierda se miraba el achatado cabildo. El resto de la plaza tendría que haber estado rodeado por paredones, pero estas adiciones eran claramente superfluas para los indígenas, pues no había puerta en el acceso que recién cruzamos, la mitad de la pared occidental estaba derrumbada y la pared del sur no se había construido aún. Fuera de la plaza, la aldea se componía de las chozas de paja de los nativos.»
Continúa Anne Maudslay: «La vida de la aldea giraba en torno a la fuente que esta en el centro de la plaza. Aquí iban y venían las madres indígenas con sus hijos pequeños atados a sus espaldas o colgados de su regazo, y filas de hijos corriendo tras ellas; iban a la fuene a llenar sus tinajas para llevar el agua que usarían en la noche en su hogar». Los atributos físicos de las mujeres nativas no impresionaron a la esposa del arqueólogo, pero sí su discplina: «todas estaban sobrias y atendían los oficios de sus respectivos hogares, mientras que todos los hombres, sin excepción, estaba borrachos con chicha».
Los Maudslay no tuvieron problemas para encontrar guías, pues a cierta altura del volcán de Agua había suficiente hielo como para que los indígenas lo transportaran en sus espaldas hasta Antigua Guatemala o Escuintla en bultos que pesaban hasta 75 kg y por eso muchos conocían la ruta.

## Folklore
Entre las danzas folklóricas que se presentan en este municipio se puede mencionar la danza de «El Venado» y «Los Micos»pero habitualmente bailan todo

## Economía
Su economía se basa principalmente en la agricultura, aunque en el siglo xxi numerosos pobladores cuentan con educación media y buscan empleo fuera del municipio.

## Personalidades del municipio
- María Mercedes Coroy: originaria de Santa María de Jesús, Coroy protagoniza a María en la premiada cinta Ixcanul; su personaje es una joven de 17 años que es obligada a comprometerse con el encargado de la finca de café donde su padre trabaja luego de que su hijo recién nacido es robado por una red que trafica infantes guatemaltecos.  Coroy obtuvo el papel luego de un casting que el director Jayro Bustamante hizo en Santa María de Jesús;[15] al momento de la filmación cursaba tercero básico en plan fin de semana y ayudaba a su madre a vender frutas y verduras en Palín, Escuintla.[16]
- María Telón: Telón participó con María Mercedes Coroy en Ixcanul, interpretando el papel de la madre.  Al momento de la filmación tenía tres hijos y había quedado viuda desde hacía nueve años; luego de terminar la película y de realizar las giras internacionales para presentar el film en diferentes festivales, retornó a Santa María de Jesús en donde se hace cargo de su puesto de frutas y comida en el mercado local.[16] Por su actuación fue galardonada con el premio a mejor actriz en el Festival de Cine de Arte de Eslovaquia.[16]